# Мартіна-1 тема
Те́ма Мартіна-1 — тема в шаховій композиції. Суть теми — гра механізму чорної пів-зв'язки з розв'язуванням третьої чорної фігури для захисту від повторної загрози, що виникає, через гру чорної повної пів-зв'язки.

## Історія
Цю ідею запропонував в 1947 році французький шаховий композитор Габріель Мартін (29.10.1885 — 31.05.1970).
В початковій позиції задачі дві чорні тематичні фігури стоять в пів-зв'язці. Після вступного ходу виникає загроза, чорні захищаються руйнацією пів-зв'язки і виникає другий мат на байдужий (будь-який) хід однієї з тематичних фігур, проходить повторна загроза. Точний хід цієї тематичної фігури повинен розв'язувати третю фігуру (не задіяну в пів-зв'язці). Цей хід захищає від основної загрози, що виникла внаслідок вступного ходу, і повторної загрози, при цьому повинен виникнути новий мат. По суті складовою цієї ідеї є механізм чорної корекції. Аналогічна гра повинна пройти з другою тематичною фігурою чорної пів-зв'язки.
Ідея дістала назву — тема Мартіна-1, оскільки є ще одна тема цього проблеміста, яка має назву — тема Мартіна-2.
|   | a | b | c | d | e | f | g | h |   |
| 8 | d8 білий кінь · d7 чорний пішак · d6 білий слон · c5 білий пішак · d5 чорний король · e5 чорний пішак · g5 біла тура · h5 білий король · e4 чорна тура · g4 білий ферзь · b3 білий пішак · c3 білий пішак · d3 чорний кінь · e3 чорний пішак · f3 чорний кінь · g3 чорний пішак · e2 чорний слон · g2 білий слон · h2 чорний пішак · c1 чорний слон · d1 біла тура · f1 білий кінь · h1 чорний ферзь | d8 білий кінь · d7 чорний пішак · d6 білий слон · c5 білий пішак · d5 чорний король · e5 чорний пішак · g5 біла тура · h5 білий король · e4 чорна тура · g4 білий ферзь · b3 білий пішак · c3 білий пішак · d3 чорний кінь · e3 чорний пішак · f3 чорний кінь · g3 чорний пішак · e2 чорний слон · g2 білий слон · h2 чорний пішак · c1 чорний слон · d1 біла тура · f1 білий кінь · h1 чорний ферзь | d8 білий кінь · d7 чорний пішак · d6 білий слон · c5 білий пішак · d5 чорний король · e5 чорний пішак · g5 біла тура · h5 білий король · e4 чорна тура · g4 білий ферзь · b3 білий пішак · c3 білий пішак · d3 чорний кінь · e3 чорний пішак · f3 чорний кінь · g3 чорний пішак · e2 чорний слон · g2 білий слон · h2 чорний пішак · c1 чорний слон · d1 біла тура · f1 білий кінь · h1 чорний ферзь | d8 білий кінь · d7 чорний пішак · d6 білий слон · c5 білий пішак · d5 чорний король · e5 чорний пішак · g5 біла тура · h5 білий король · e4 чорна тура · g4 білий ферзь · b3 білий пішак · c3 білий пішак · d3 чорний кінь · e3 чорний пішак · f3 чорний кінь · g3 чорний пішак · e2 чорний слон · g2 білий слон · h2 чорний пішак · c1 чорний слон · d1 біла тура · f1 білий кінь · h1 чорний ферзь | d8 білий кінь · d7 чорний пішак · d6 білий слон · c5 білий пішак · d5 чорний король · e5 чорний пішак · g5 біла тура · h5 білий король · e4 чорна тура · g4 білий ферзь · b3 білий пішак · c3 білий пішак · d3 чорний кінь · e3 чорний пішак · f3 чорний кінь · g3 чорний пішак · e2 чорний слон · g2 білий слон · h2 чорний пішак · c1 чорний слон · d1 біла тура · f1 білий кінь · h1 чорний ферзь | d8 білий кінь · d7 чорний пішак · d6 білий слон · c5 білий пішак · d5 чорний король · e5 чорний пішак · g5 біла тура · h5 білий король · e4 чорна тура · g4 білий ферзь · b3 білий пішак · c3 білий пішак · d3 чорний кінь · e3 чорний пішак · f3 чорний кінь · g3 чорний пішак · e2 чорний слон · g2 білий слон · h2 чорний пішак · c1 чорний слон · d1 біла тура · f1 білий кінь · h1 чорний ферзь | d8 білий кінь · d7 чорний пішак · d6 білий слон · c5 білий пішак · d5 чорний король · e5 чорний пішак · g5 біла тура · h5 білий король · e4 чорна тура · g4 білий ферзь · b3 білий пішак · c3 білий пішак · d3 чорний кінь · e3 чорний пішак · f3 чорний кінь · g3 чорний пішак · e2 чорний слон · g2 білий слон · h2 чорний пішак · c1 чорний слон · d1 біла тура · f1 білий кінь · h1 чорний ферзь | d8 білий кінь · d7 чорний пішак · d6 білий слон · c5 білий пішак · d5 чорний король · e5 чорний пішак · g5 біла тура · h5 білий король · e4 чорна тура · g4 білий ферзь · b3 білий пішак · c3 білий пішак · d3 чорний кінь · e3 чорний пішак · f3 чорний кінь · g3 чорний пішак · e2 чорний слон · g2 білий слон · h2 чорний пішак · c1 чорний слон · d1 біла тура · f1 білий кінь · h1 чорний ферзь | 8 |
| 7 | d8 білий кінь · d7 чорний пішак · d6 білий слон · c5 білий пішак · d5 чорний король · e5 чорний пішак · g5 біла тура · h5 білий король · e4 чорна тура · g4 білий ферзь · b3 білий пішак · c3 білий пішак · d3 чорний кінь · e3 чорний пішак · f3 чорний кінь · g3 чорний пішак · e2 чорний слон · g2 білий слон · h2 чорний пішак · c1 чорний слон · d1 біла тура · f1 білий кінь · h1 чорний ферзь | d8 білий кінь · d7 чорний пішак · d6 білий слон · c5 білий пішак · d5 чорний король · e5 чорний пішак · g5 біла тура · h5 білий король · e4 чорна тура · g4 білий ферзь · b3 білий пішак · c3 білий пішак · d3 чорний кінь · e3 чорний пішак · f3 чорний кінь · g3 чорний пішак · e2 чорний слон · g2 білий слон · h2 чорний пішак · c1 чорний слон · d1 біла тура · f1 білий кінь · h1 чорний ферзь | d8 білий кінь · d7 чорний пішак · d6 білий слон · c5 білий пішак · d5 чорний король · e5 чорний пішак · g5 біла тура · h5 білий король · e4 чорна тура · g4 білий ферзь · b3 білий пішак · c3 білий пішак · d3 чорний кінь · e3 чорний пішак · f3 чорний кінь · g3 чорний пішак · e2 чорний слон · g2 білий слон · h2 чорний пішак · c1 чорний слон · d1 біла тура · f1 білий кінь · h1 чорний ферзь | d8 білий кінь · d7 чорний пішак · d6 білий слон · c5 білий пішак · d5 чорний король · e5 чорний пішак · g5 біла тура · h5 білий король · e4 чорна тура · g4 білий ферзь · b3 білий пішак · c3 білий пішак · d3 чорний кінь · e3 чорний пішак · f3 чорний кінь · g3 чорний пішак · e2 чорний слон · g2 білий слон · h2 чорний пішак · c1 чорний слон · d1 біла тура · f1 білий кінь · h1 чорний ферзь | d8 білий кінь · d7 чорний пішак · d6 білий слон · c5 білий пішак · d5 чорний король · e5 чорний пішак · g5 біла тура · h5 білий король · e4 чорна тура · g4 білий ферзь · b3 білий пішак · c3 білий пішак · d3 чорний кінь · e3 чорний пішак · f3 чорний кінь · g3 чорний пішак · e2 чорний слон · g2 білий слон · h2 чорний пішак · c1 чорний слон · d1 біла тура · f1 білий кінь · h1 чорний ферзь | d8 білий кінь · d7 чорний пішак · d6 білий слон · c5 білий пішак · d5 чорний король · e5 чорний пішак · g5 біла тура · h5 білий король · e4 чорна тура · g4 білий ферзь · b3 білий пішак · c3 білий пішак · d3 чорний кінь · e3 чорний пішак · f3 чорний кінь · g3 чорний пішак · e2 чорний слон · g2 білий слон · h2 чорний пішак · c1 чорний слон · d1 біла тура · f1 білий кінь · h1 чорний ферзь | d8 білий кінь · d7 чорний пішак · d6 білий слон · c5 білий пішак · d5 чорний король · e5 чорний пішак · g5 біла тура · h5 білий король · e4 чорна тура · g4 білий ферзь · b3 білий пішак · c3 білий пішак · d3 чорний кінь · e3 чорний пішак · f3 чорний кінь · g3 чорний пішак · e2 чорний слон · g2 білий слон · h2 чорний пішак · c1 чорний слон · d1 біла тура · f1 білий кінь · h1 чорний ферзь | d8 білий кінь · d7 чорний пішак · d6 білий слон · c5 білий пішак · d5 чорний король · e5 чорний пішак · g5 біла тура · h5 білий король · e4 чорна тура · g4 білий ферзь · b3 білий пішак · c3 білий пішак · d3 чорний кінь · e3 чорний пішак · f3 чорний кінь · g3 чорний пішак · e2 чорний слон · g2 білий слон · h2 чорний пішак · c1 чорний слон · d1 біла тура · f1 білий кінь · h1 чорний ферзь | 7 |
| 6 | d8 білий кінь · d7 чорний пішак · d6 білий слон · c5 білий пішак · d5 чорний король · e5 чорний пішак · g5 біла тура · h5 білий король · e4 чорна тура · g4 білий ферзь · b3 білий пішак · c3 білий пішак · d3 чорний кінь · e3 чорний пішак · f3 чорний кінь · g3 чорний пішак · e2 чорний слон · g2 білий слон · h2 чорний пішак · c1 чорний слон · d1 біла тура · f1 білий кінь · h1 чорний ферзь | d8 білий кінь · d7 чорний пішак · d6 білий слон · c5 білий пішак · d5 чорний король · e5 чорний пішак · g5 біла тура · h5 білий король · e4 чорна тура · g4 білий ферзь · b3 білий пішак · c3 білий пішак · d3 чорний кінь · e3 чорний пішак · f3 чорний кінь · g3 чорний пішак · e2 чорний слон · g2 білий слон · h2 чорний пішак · c1 чорний слон · d1 біла тура · f1 білий кінь · h1 чорний ферзь | d8 білий кінь · d7 чорний пішак · d6 білий слон · c5 білий пішак · d5 чорний король · e5 чорний пішак · g5 біла тура · h5 білий король · e4 чорна тура · g4 білий ферзь · b3 білий пішак · c3 білий пішак · d3 чорний кінь · e3 чорний пішак · f3 чорний кінь · g3 чорний пішак · e2 чорний слон · g2 білий слон · h2 чорний пішак · c1 чорний слон · d1 біла тура · f1 білий кінь · h1 чорний ферзь | d8 білий кінь · d7 чорний пішак · d6 білий слон · c5 білий пішак · d5 чорний король · e5 чорний пішак · g5 біла тура · h5 білий король · e4 чорна тура · g4 білий ферзь · b3 білий пішак · c3 білий пішак · d3 чорний кінь · e3 чорний пішак · f3 чорний кінь · g3 чорний пішак · e2 чорний слон · g2 білий слон · h2 чорний пішак · c1 чорний слон · d1 біла тура · f1 білий кінь · h1 чорний ферзь | d8 білий кінь · d7 чорний пішак · d6 білий слон · c5 білий пішак · d5 чорний король · e5 чорний пішак · g5 біла тура · h5 білий король · e4 чорна тура · g4 білий ферзь · b3 білий пішак · c3 білий пішак · d3 чорний кінь · e3 чорний пішак · f3 чорний кінь · g3 чорний пішак · e2 чорний слон · g2 білий слон · h2 чорний пішак · c1 чорний слон · d1 біла тура · f1 білий кінь · h1 чорний ферзь | d8 білий кінь · d7 чорний пішак · d6 білий слон · c5 білий пішак · d5 чорний король · e5 чорний пішак · g5 біла тура · h5 білий король · e4 чорна тура · g4 білий ферзь · b3 білий пішак · c3 білий пішак · d3 чорний кінь · e3 чорний пішак · f3 чорний кінь · g3 чорний пішак · e2 чорний слон · g2 білий слон · h2 чорний пішак · c1 чорний слон · d1 біла тура · f1 білий кінь · h1 чорний ферзь | d8 білий кінь · d7 чорний пішак · d6 білий слон · c5 білий пішак · d5 чорний король · e5 чорний пішак · g5 біла тура · h5 білий король · e4 чорна тура · g4 білий ферзь · b3 білий пішак · c3 білий пішак · d3 чорний кінь · e3 чорний пішак · f3 чорний кінь · g3 чорний пішак · e2 чорний слон · g2 білий слон · h2 чорний пішак · c1 чорний слон · d1 біла тура · f1 білий кінь · h1 чорний ферзь | d8 білий кінь · d7 чорний пішак · d6 білий слон · c5 білий пішак · d5 чорний король · e5 чорний пішак · g5 біла тура · h5 білий король · e4 чорна тура · g4 білий ферзь · b3 білий пішак · c3 білий пішак · d3 чорний кінь · e3 чорний пішак · f3 чорний кінь · g3 чорний пішак · e2 чорний слон · g2 білий слон · h2 чорний пішак · c1 чорний слон · d1 біла тура · f1 білий кінь · h1 чорний ферзь | 6 |
| 5 | d8 білий кінь · d7 чорний пішак · d6 білий слон · c5 білий пішак · d5 чорний король · e5 чорний пішак · g5 біла тура · h5 білий король · e4 чорна тура · g4 білий ферзь · b3 білий пішак · c3 білий пішак · d3 чорний кінь · e3 чорний пішак · f3 чорний кінь · g3 чорний пішак · e2 чорний слон · g2 білий слон · h2 чорний пішак · c1 чорний слон · d1 біла тура · f1 білий кінь · h1 чорний ферзь | d8 білий кінь · d7 чорний пішак · d6 білий слон · c5 білий пішак · d5 чорний король · e5 чорний пішак · g5 біла тура · h5 білий король · e4 чорна тура · g4 білий ферзь · b3 білий пішак · c3 білий пішак · d3 чорний кінь · e3 чорний пішак · f3 чорний кінь · g3 чорний пішак · e2 чорний слон · g2 білий слон · h2 чорний пішак · c1 чорний слон · d1 біла тура · f1 білий кінь · h1 чорний ферзь | d8 білий кінь · d7 чорний пішак · d6 білий слон · c5 білий пішак · d5 чорний король · e5 чорний пішак · g5 біла тура · h5 білий король · e4 чорна тура · g4 білий ферзь · b3 білий пішак · c3 білий пішак · d3 чорний кінь · e3 чорний пішак · f3 чорний кінь · g3 чорний пішак · e2 чорний слон · g2 білий слон · h2 чорний пішак · c1 чорний слон · d1 біла тура · f1 білий кінь · h1 чорний ферзь | d8 білий кінь · d7 чорний пішак · d6 білий слон · c5 білий пішак · d5 чорний король · e5 чорний пішак · g5 біла тура · h5 білий король · e4 чорна тура · g4 білий ферзь · b3 білий пішак · c3 білий пішак · d3 чорний кінь · e3 чорний пішак · f3 чорний кінь · g3 чорний пішак · e2 чорний слон · g2 білий слон · h2 чорний пішак · c1 чорний слон · d1 біла тура · f1 білий кінь · h1 чорний ферзь | d8 білий кінь · d7 чорний пішак · d6 білий слон · c5 білий пішак · d5 чорний король · e5 чорний пішак · g5 біла тура · h5 білий король · e4 чорна тура · g4 білий ферзь · b3 білий пішак · c3 білий пішак · d3 чорний кінь · e3 чорний пішак · f3 чорний кінь · g3 чорний пішак · e2 чорний слон · g2 білий слон · h2 чорний пішак · c1 чорний слон · d1 біла тура · f1 білий кінь · h1 чорний ферзь | d8 білий кінь · d7 чорний пішак · d6 білий слон · c5 білий пішак · d5 чорний король · e5 чорний пішак · g5 біла тура · h5 білий король · e4 чорна тура · g4 білий ферзь · b3 білий пішак · c3 білий пішак · d3 чорний кінь · e3 чорний пішак · f3 чорний кінь · g3 чорний пішак · e2 чорний слон · g2 білий слон · h2 чорний пішак · c1 чорний слон · d1 біла тура · f1 білий кінь · h1 чорний ферзь | d8 білий кінь · d7 чорний пішак · d6 білий слон · c5 білий пішак · d5 чорний король · e5 чорний пішак · g5 біла тура · h5 білий король · e4 чорна тура · g4 білий ферзь · b3 білий пішак · c3 білий пішак · d3 чорний кінь · e3 чорний пішак · f3 чорний кінь · g3 чорний пішак · e2 чорний слон · g2 білий слон · h2 чорний пішак · c1 чорний слон · d1 біла тура · f1 білий кінь · h1 чорний ферзь | d8 білий кінь · d7 чорний пішак · d6 білий слон · c5 білий пішак · d5 чорний король · e5 чорний пішак · g5 біла тура · h5 білий король · e4 чорна тура · g4 білий ферзь · b3 білий пішак · c3 білий пішак · d3 чорний кінь · e3 чорний пішак · f3 чорний кінь · g3 чорний пішак · e2 чорний слон · g2 білий слон · h2 чорний пішак · c1 чорний слон · d1 біла тура · f1 білий кінь · h1 чорний ферзь | 5 |
| 4 | d8 білий кінь · d7 чорний пішак · d6 білий слон · c5 білий пішак · d5 чорний король · e5 чорний пішак · g5 біла тура · h5 білий король · e4 чорна тура · g4 білий ферзь · b3 білий пішак · c3 білий пішак · d3 чорний кінь · e3 чорний пішак · f3 чорний кінь · g3 чорний пішак · e2 чорний слон · g2 білий слон · h2 чорний пішак · c1 чорний слон · d1 біла тура · f1 білий кінь · h1 чорний ферзь | d8 білий кінь · d7 чорний пішак · d6 білий слон · c5 білий пішак · d5 чорний король · e5 чорний пішак · g5 біла тура · h5 білий король · e4 чорна тура · g4 білий ферзь · b3 білий пішак · c3 білий пішак · d3 чорний кінь · e3 чорний пішак · f3 чорний кінь · g3 чорний пішак · e2 чорний слон · g2 білий слон · h2 чорний пішак · c1 чорний слон · d1 біла тура · f1 білий кінь · h1 чорний ферзь | d8 білий кінь · d7 чорний пішак · d6 білий слон · c5 білий пішак · d5 чорний король · e5 чорний пішак · g5 біла тура · h5 білий король · e4 чорна тура · g4 білий ферзь · b3 білий пішак · c3 білий пішак · d3 чорний кінь · e3 чорний пішак · f3 чорний кінь · g3 чорний пішак · e2 чорний слон · g2 білий слон · h2 чорний пішак · c1 чорний слон · d1 біла тура · f1 білий кінь · h1 чорний ферзь | d8 білий кінь · d7 чорний пішак · d6 білий слон · c5 білий пішак · d5 чорний король · e5 чорний пішак · g5 біла тура · h5 білий король · e4 чорна тура · g4 білий ферзь · b3 білий пішак · c3 білий пішак · d3 чорний кінь · e3 чорний пішак · f3 чорний кінь · g3 чорний пішак · e2 чорний слон · g2 білий слон · h2 чорний пішак · c1 чорний слон · d1 біла тура · f1 білий кінь · h1 чорний ферзь | d8 білий кінь · d7 чорний пішак · d6 білий слон · c5 білий пішак · d5 чорний король · e5 чорний пішак · g5 біла тура · h5 білий король · e4 чорна тура · g4 білий ферзь · b3 білий пішак · c3 білий пішак · d3 чорний кінь · e3 чорний пішак · f3 чорний кінь · g3 чорний пішак · e2 чорний слон · g2 білий слон · h2 чорний пішак · c1 чорний слон · d1 біла тура · f1 білий кінь · h1 чорний ферзь | d8 білий кінь · d7 чорний пішак · d6 білий слон · c5 білий пішак · d5 чорний король · e5 чорний пішак · g5 біла тура · h5 білий король · e4 чорна тура · g4 білий ферзь · b3 білий пішак · c3 білий пішак · d3 чорний кінь · e3 чорний пішак · f3 чорний кінь · g3 чорний пішак · e2 чорний слон · g2 білий слон · h2 чорний пішак · c1 чорний слон · d1 біла тура · f1 білий кінь · h1 чорний ферзь | d8 білий кінь · d7 чорний пішак · d6 білий слон · c5 білий пішак · d5 чорний король · e5 чорний пішак · g5 біла тура · h5 білий король · e4 чорна тура · g4 білий ферзь · b3 білий пішак · c3 білий пішак · d3 чорний кінь · e3 чорний пішак · f3 чорний кінь · g3 чорний пішак · e2 чорний слон · g2 білий слон · h2 чорний пішак · c1 чорний слон · d1 біла тура · f1 білий кінь · h1 чорний ферзь | d8 білий кінь · d7 чорний пішак · d6 білий слон · c5 білий пішак · d5 чорний король · e5 чорний пішак · g5 біла тура · h5 білий король · e4 чорна тура · g4 білий ферзь · b3 білий пішак · c3 білий пішак · d3 чорний кінь · e3 чорний пішак · f3 чорний кінь · g3 чорний пішак · e2 чорний слон · g2 білий слон · h2 чорний пішак · c1 чорний слон · d1 біла тура · f1 білий кінь · h1 чорний ферзь | 4 |
| 3 | d8 білий кінь · d7 чорний пішак · d6 білий слон · c5 білий пішак · d5 чорний король · e5 чорний пішак · g5 біла тура · h5 білий король · e4 чорна тура · g4 білий ферзь · b3 білий пішак · c3 білий пішак · d3 чорний кінь · e3 чорний пішак · f3 чорний кінь · g3 чорний пішак · e2 чорний слон · g2 білий слон · h2 чорний пішак · c1 чорний слон · d1 біла тура · f1 білий кінь · h1 чорний ферзь | d8 білий кінь · d7 чорний пішак · d6 білий слон · c5 білий пішак · d5 чорний король · e5 чорний пішак · g5 біла тура · h5 білий король · e4 чорна тура · g4 білий ферзь · b3 білий пішак · c3 білий пішак · d3 чорний кінь · e3 чорний пішак · f3 чорний кінь · g3 чорний пішак · e2 чорний слон · g2 білий слон · h2 чорний пішак · c1 чорний слон · d1 біла тура · f1 білий кінь · h1 чорний ферзь | d8 білий кінь · d7 чорний пішак · d6 білий слон · c5 білий пішак · d5 чорний король · e5 чорний пішак · g5 біла тура · h5 білий король · e4 чорна тура · g4 білий ферзь · b3 білий пішак · c3 білий пішак · d3 чорний кінь · e3 чорний пішак · f3 чорний кінь · g3 чорний пішак · e2 чорний слон · g2 білий слон · h2 чорний пішак · c1 чорний слон · d1 біла тура · f1 білий кінь · h1 чорний ферзь | d8 білий кінь · d7 чорний пішак · d6 білий слон · c5 білий пішак · d5 чорний король · e5 чорний пішак · g5 біла тура · h5 білий король · e4 чорна тура · g4 білий ферзь · b3 білий пішак · c3 білий пішак · d3 чорний кінь · e3 чорний пішак · f3 чорний кінь · g3 чорний пішак · e2 чорний слон · g2 білий слон · h2 чорний пішак · c1 чорний слон · d1 біла тура · f1 білий кінь · h1 чорний ферзь | d8 білий кінь · d7 чорний пішак · d6 білий слон · c5 білий пішак · d5 чорний король · e5 чорний пішак · g5 біла тура · h5 білий король · e4 чорна тура · g4 білий ферзь · b3 білий пішак · c3 білий пішак · d3 чорний кінь · e3 чорний пішак · f3 чорний кінь · g3 чорний пішак · e2 чорний слон · g2 білий слон · h2 чорний пішак · c1 чорний слон · d1 біла тура · f1 білий кінь · h1 чорний ферзь | d8 білий кінь · d7 чорний пішак · d6 білий слон · c5 білий пішак · d5 чорний король · e5 чорний пішак · g5 біла тура · h5 білий король · e4 чорна тура · g4 білий ферзь · b3 білий пішак · c3 білий пішак · d3 чорний кінь · e3 чорний пішак · f3 чорний кінь · g3 чорний пішак · e2 чорний слон · g2 білий слон · h2 чорний пішак · c1 чорний слон · d1 біла тура · f1 білий кінь · h1 чорний ферзь | d8 білий кінь · d7 чорний пішак · d6 білий слон · c5 білий пішак · d5 чорний король · e5 чорний пішак · g5 біла тура · h5 білий король · e4 чорна тура · g4 білий ферзь · b3 білий пішак · c3 білий пішак · d3 чорний кінь · e3 чорний пішак · f3 чорний кінь · g3 чорний пішак · e2 чорний слон · g2 білий слон · h2 чорний пішак · c1 чорний слон · d1 біла тура · f1 білий кінь · h1 чорний ферзь | d8 білий кінь · d7 чорний пішак · d6 білий слон · c5 білий пішак · d5 чорний король · e5 чорний пішак · g5 біла тура · h5 білий король · e4 чорна тура · g4 білий ферзь · b3 білий пішак · c3 білий пішак · d3 чорний кінь · e3 чорний пішак · f3 чорний кінь · g3 чорний пішак · e2 чорний слон · g2 білий слон · h2 чорний пішак · c1 чорний слон · d1 біла тура · f1 білий кінь · h1 чорний ферзь | 3 |
| 2 | d8 білий кінь · d7 чорний пішак · d6 білий слон · c5 білий пішак · d5 чорний король · e5 чорний пішак · g5 біла тура · h5 білий король · e4 чорна тура · g4 білий ферзь · b3 білий пішак · c3 білий пішак · d3 чорний кінь · e3 чорний пішак · f3 чорний кінь · g3 чорний пішак · e2 чорний слон · g2 білий слон · h2 чорний пішак · c1 чорний слон · d1 біла тура · f1 білий кінь · h1 чорний ферзь | d8 білий кінь · d7 чорний пішак · d6 білий слон · c5 білий пішак · d5 чорний король · e5 чорний пішак · g5 біла тура · h5 білий король · e4 чорна тура · g4 білий ферзь · b3 білий пішак · c3 білий пішак · d3 чорний кінь · e3 чорний пішак · f3 чорний кінь · g3 чорний пішак · e2 чорний слон · g2 білий слон · h2 чорний пішак · c1 чорний слон · d1 біла тура · f1 білий кінь · h1 чорний ферзь | d8 білий кінь · d7 чорний пішак · d6 білий слон · c5 білий пішак · d5 чорний король · e5 чорний пішак · g5 біла тура · h5 білий король · e4 чорна тура · g4 білий ферзь · b3 білий пішак · c3 білий пішак · d3 чорний кінь · e3 чорний пішак · f3 чорний кінь · g3 чорний пішак · e2 чорний слон · g2 білий слон · h2 чорний пішак · c1 чорний слон · d1 біла тура · f1 білий кінь · h1 чорний ферзь | d8 білий кінь · d7 чорний пішак · d6 білий слон · c5 білий пішак · d5 чорний король · e5 чорний пішак · g5 біла тура · h5 білий король · e4 чорна тура · g4 білий ферзь · b3 білий пішак · c3 білий пішак · d3 чорний кінь · e3 чорний пішак · f3 чорний кінь · g3 чорний пішак · e2 чорний слон · g2 білий слон · h2 чорний пішак · c1 чорний слон · d1 біла тура · f1 білий кінь · h1 чорний ферзь | d8 білий кінь · d7 чорний пішак · d6 білий слон · c5 білий пішак · d5 чорний король · e5 чорний пішак · g5 біла тура · h5 білий король · e4 чорна тура · g4 білий ферзь · b3 білий пішак · c3 білий пішак · d3 чорний кінь · e3 чорний пішак · f3 чорний кінь · g3 чорний пішак · e2 чорний слон · g2 білий слон · h2 чорний пішак · c1 чорний слон · d1 біла тура · f1 білий кінь · h1 чорний ферзь | d8 білий кінь · d7 чорний пішак · d6 білий слон · c5 білий пішак · d5 чорний король · e5 чорний пішак · g5 біла тура · h5 білий король · e4 чорна тура · g4 білий ферзь · b3 білий пішак · c3 білий пішак · d3 чорний кінь · e3 чорний пішак · f3 чорний кінь · g3 чорний пішак · e2 чорний слон · g2 білий слон · h2 чорний пішак · c1 чорний слон · d1 біла тура · f1 білий кінь · h1 чорний ферзь | d8 білий кінь · d7 чорний пішак · d6 білий слон · c5 білий пішак · d5 чорний король · e5 чорний пішак · g5 біла тура · h5 білий король · e4 чорна тура · g4 білий ферзь · b3 білий пішак · c3 білий пішак · d3 чорний кінь · e3 чорний пішак · f3 чорний кінь · g3 чорний пішак · e2 чорний слон · g2 білий слон · h2 чорний пішак · c1 чорний слон · d1 біла тура · f1 білий кінь · h1 чорний ферзь | d8 білий кінь · d7 чорний пішак · d6 білий слон · c5 білий пішак · d5 чорний король · e5 чорний пішак · g5 біла тура · h5 білий король · e4 чорна тура · g4 білий ферзь · b3 білий пішак · c3 білий пішак · d3 чорний кінь · e3 чорний пішак · f3 чорний кінь · g3 чорний пішак · e2 чорний слон · g2 білий слон · h2 чорний пішак · c1 чорний слон · d1 біла тура · f1 білий кінь · h1 чорний ферзь | 2 |
| 1 | d8 білий кінь · d7 чорний пішак · d6 білий слон · c5 білий пішак · d5 чорний король · e5 чорний пішак · g5 біла тура · h5 білий король · e4 чорна тура · g4 білий ферзь · b3 білий пішак · c3 білий пішак · d3 чорний кінь · e3 чорний пішак · f3 чорний кінь · g3 чорний пішак · e2 чорний слон · g2 білий слон · h2 чорний пішак · c1 чорний слон · d1 біла тура · f1 білий кінь · h1 чорний ферзь | d8 білий кінь · d7 чорний пішак · d6 білий слон · c5 білий пішак · d5 чорний король · e5 чорний пішак · g5 біла тура · h5 білий король · e4 чорна тура · g4 білий ферзь · b3 білий пішак · c3 білий пішак · d3 чорний кінь · e3 чорний пішак · f3 чорний кінь · g3 чорний пішак · e2 чорний слон · g2 білий слон · h2 чорний пішак · c1 чорний слон · d1 біла тура · f1 білий кінь · h1 чорний ферзь | d8 білий кінь · d7 чорний пішак · d6 білий слон · c5 білий пішак · d5 чорний король · e5 чорний пішак · g5 біла тура · h5 білий король · e4 чорна тура · g4 білий ферзь · b3 білий пішак · c3 білий пішак · d3 чорний кінь · e3 чорний пішак · f3 чорний кінь · g3 чорний пішак · e2 чорний слон · g2 білий слон · h2 чорний пішак · c1 чорний слон · d1 біла тура · f1 білий кінь · h1 чорний ферзь | d8 білий кінь · d7 чорний пішак · d6 білий слон · c5 білий пішак · d5 чорний король · e5 чорний пішак · g5 біла тура · h5 білий король · e4 чорна тура · g4 білий ферзь · b3 білий пішак · c3 білий пішак · d3 чорний кінь · e3 чорний пішак · f3 чорний кінь · g3 чорний пішак · e2 чорний слон · g2 білий слон · h2 чорний пішак · c1 чорний слон · d1 біла тура · f1 білий кінь · h1 чорний ферзь | d8 білий кінь · d7 чорний пішак · d6 білий слон · c5 білий пішак · d5 чорний король · e5 чорний пішак · g5 біла тура · h5 білий король · e4 чорна тура · g4 білий ферзь · b3 білий пішак · c3 білий пішак · d3 чорний кінь · e3 чорний пішак · f3 чорний кінь · g3 чорний пішак · e2 чорний слон · g2 білий слон · h2 чорний пішак · c1 чорний слон · d1 біла тура · f1 білий кінь · h1 чорний ферзь | d8 білий кінь · d7 чорний пішак · d6 білий слон · c5 білий пішак · d5 чорний король · e5 чорний пішак · g5 біла тура · h5 білий король · e4 чорна тура · g4 білий ферзь · b3 білий пішак · c3 білий пішак · d3 чорний кінь · e3 чорний пішак · f3 чорний кінь · g3 чорний пішак · e2 чорний слон · g2 білий слон · h2 чорний пішак · c1 чорний слон · d1 біла тура · f1 білий кінь · h1 чорний ферзь | d8 білий кінь · d7 чорний пішак · d6 білий слон · c5 білий пішак · d5 чорний король · e5 чорний пішак · g5 біла тура · h5 білий король · e4 чорна тура · g4 білий ферзь · b3 білий пішак · c3 білий пішак · d3 чорний кінь · e3 чорний пішак · f3 чорний кінь · g3 чорний пішак · e2 чорний слон · g2 білий слон · h2 чорний пішак · c1 чорний слон · d1 біла тура · f1 білий кінь · h1 чорний ферзь | d8 білий кінь · d7 чорний пішак · d6 білий слон · c5 білий пішак · d5 чорний король · e5 чорний пішак · g5 біла тура · h5 білий король · e4 чорна тура · g4 білий ферзь · b3 білий пішак · c3 білий пішак · d3 чорний кінь · e3 чорний пішак · f3 чорний кінь · g3 чорний пішак · e2 чорний слон · g2 білий слон · h2 чорний пішак · c1 чорний слон · d1 біла тура · f1 білий кінь · h1 чорний ферзь | 1 |
|   | a | b | c | d | e | f | g | h |   |

FEN: 3N4/3p4/3B4/2Pkp1RK/4r1Q1/1PPnpnp1/4b1Bp/2bR1N1q
1. Rf5! ~ 2. Qg8# (A)
1. ... R~    2. Rxe5# (B)
1. ... Rd4! 2. Qxd4# (A,B?)
1. ... Sf~   2. Rxe5# (C)
1. ... Sd2! 2. Sxe3# (A,C?)
1. ... Sd4! 2. c4#    (A,C?)